# Bundesarbeitsgemeinschaft Schwulenpolitik
Die Bundesarbeitsgemeinschaft Schwulenpolitik (BAG Schwulenpolitik) war das bei Bündnis 90/Die Grünen für Schwulenpolitik zuständige Gremium. Sie verstand sich als Motor der Gleichstellungspolitik der Partei. Zusammen mit der Bundesarbeitsgemeinschaft Lesbenpolitik war die BAG Schwulenpolitik Sprachrohr schwul-lesbischer Interessen in die Grünen hinein. Damit war sie ein Teil der Lesben- und Schwulenpolitik von Bündnis 90/Die Grünen. Unterdessen ist die BAG in der gemischtgeschlechtlichen "Queergrün" aufgegangen. 

## Struktur
Als Bundesarbeitsgemeinschaft von Bündnis 90/Die Grünen setzt sich die BAG Schwulenpolitik aus zwei Delegierten je Landesverband sowie jeweils einem Delegierten pro Landtagsfraktion, Europafraktion und Bundestagsfraktion, sowie einem Delegierten der Grünen Jugend zusammen. Die Delegierten werden von den Landesarbeitsgemeinschaften gewählt und von den Landesvorständen bestätigt.
Geleitet wird die BAG Schwulenpolitik von zwei Sprechern, die ihre Arbeit vorbereiten und die BAG Schwulenpolitik nach außen vertreten. Sie ist auf Bundesparteitagen und auf dem Länderrat antragsberechtigt und gehört zum Fachbereich III Demokratie.
Die Arbeitsgemeinschaft ist nach Satzung und Frauenstatut der Partei von der Quotierungsregelung ausgenommen und durch diese Erwähnung satzungsrechtlich dauerhaft abgesichert.

## Geschichte
Die BAG Schwulenpolitik ist seit 1987 anerkanntes Gremium von Bündnis 90/Die Grünen. Seither hat sie durch eine Vielzahl von Anträgen die Programmatik von Bündnis 90/Die Grünen entscheidend mitgeprägt. In den 90er Jahren setzte sich die BAG Schwulenpolitik zunächst erfolgreich für die Abschaffung des § 175 StGB sowie für die Pluralisierung der Institutionen der Schwulen- und Lesbenpolitik ein. Seit 1998 war die BAG Schwulenpolitik an der Durchsetzung der Rot-Grünen Gleichstellungspolitik beteiligt.
Sprecher waren unter anderem Volker Beck, Günter Dworek, Farid Müller und Jens Parker.

## Politische Erfolge
Zu den besonderen Erfolgen der BAG Schwulenpolitik gehören die Verankerung der Eingetragenen Lebenspartnerschaft in der Koalitionsvereinbarung der ersten Rot-Grünen Bundesregierung 1998 und die Unterstützung der Verwirklichung der Eingetragenen Lebenspartnerschaft 2001. Auch die Erweiterung der Rechte gleichgeschlechtlicher Paare 2004 gehört zu den Erfolgen der BAG Schwulenpolitik. 2005 nahmen Bündnis 90/Die Grünen auf Antrag der BAG Schwulenpolitik als erste Partei die Forderung nach der Öffnung der Ehe in ihr Bundestagswahlprogramm auf.

## Politische Ziele der BAG Schwulenpolitik
Die BAG setzt sich für eine umfassende rechtliche und gesellschaftliche Gleichstellung von Schwulen und Lesben ein.
Aufgaben und Ziele sind:
- ein umfassender, wirksamer Schutz vor Diskriminierungen durch Erweiterung des Artikel 3 des Grundgesetzes (siehe auch artikeldrei),
- die Schaffung eines Rechtsinstituts für nichteheliche Paare,
- eine aktive Gleichstellungspolitik, mit der besonders betroffene Gruppen wie Schwule und Lesben im Coming Out oder schwule und lesbische Personen im Alter unterstützt werden,
- eine Außenpolitik, die sich gegen Verfolgung von Schwulen und Lesben im Ausland verwendet,
- dem Schutz von Menschen, die aufgrund ihrer sexuellen Identität verfolgt werden.[1]
- Die Öffnung der Ehe für gleichgeschlechtliche Paare (im Sommer 2017 politisch durch den Bundestag gesetzlich erreicht)
- die vollständige Gleichstellung gleichgeschlechtlicher Paare auch im Steuer-, Dienst- und Adoptionsrecht (wurde erreicht und gesetzlich umgesetzt)
- die Aufarbeitung, Erforschung und Wiedergutmachung der Verfolgung Homosexueller insbesondere während der Zeit des Nationalsozialismus sowie bis zur Liberalisierung des § 175 StGB 1969 (wurde erreicht und gesetzlich umgesetzt)